# Elvira Betrone
Elvira Betrone (* 6. Februar 1881 in Rom als Elvira Sanipoli; † 11. August 1961 in Mailand) war eine italienische Schauspielerin.

## Leben
Betrone brachte ihre Karriere als Charakterdarstellerin meist im Schatten ihres bekannteren Mannes Annibale zu, bewies aber auch in den kleinen Rollen Ernsthaftigkeit und Können. Sie hatte unter ihrem Mädchennamen im Ensemble von Ermete Novelli auf der Bühne begonnen und mit Ruggero Ruggeris und Virgilio Tallis Gruppierungen gastiert, bei letzterem sie ihren zukünftigen Mann kennenlernte. Auch beim Radio war sie beschäftigt. Erst 1940 wurde sie beim Film eingesetzt, als sie in Il sogno di tutti eine Nebenrolle übernahm; bis 1950 war sie in rund zwanzig Arbeiten zu sehen.
Nach dem Tode ihres Mannes, 1950, nahm sie nur noch gelegentliche Theatergastspiele an, die aber von großem Interesse waren, so unter Luchino Visconti in Come le foglie 1954, in Onkel Wanja im darauffolgenden Jahr und nochmals 1960 in L'Arialda. Auch Giorgio Strehler konnte sie 1958 für Der gute Mensch von Sezuan gewinnen.
Der gemeinsame Sohn Cino, der 1912 geboren wurde, starb 1941 an der albanischen Front.

## Filmografie (Auswahl)
- 1940: Il sogno di tutti
- 1941: Verliebte Unschuld (Teresa Venerdi)
- 1951:  Core 'ngrato